# Femme Fatale Tour
Femme Fatale Tour là tour lưu diễn thứ bảy của ca sĩ nhạc pop người Mỹ, Britney Spears, nhằm quảng bá cho album phòng thu thứ bảy của cô mang tên Femme Fatale. Tour diễn được chính thức công bố vào tháng 3 năm 2011. Ban đầu, nó được lên kế hoạch là sẽ làm một tour lưu diễn chung rầm rộ với Enrique Iglesias, nhưng sau này Enrique đã hủy bỏ kế hoạch ngay sau khi có thông báo. Thiết kế thời trang Zaldy Goco là người tạo ra những bộ trang phục, trong khi tóc và make-up đã được thực hiện bởi Marco Berardini. Các tour lưu diễn được lấy cảm hứng từ những người phụ nữ quyến rũ qua các thời đại, và được Britney thay đổi qua từng tiết mục trong chương trình. Trong tháng 7 năm 2011, Spears đã công bố kế hoạch lưu diễn ở các vùng lãnh thổ Nam Mỹ sẽ không được diễn ra hoặc cô sẽ không biểu diễn nhiều ở đây. Britney đã gọi Femme Fatale Tour sẽ là tour diễn tốt nhất trong sự nghiệp đi lưu diễn của mình.
Các tour lưu diễn được chia trong năm giai đoạn, miêu tả một câu chuyện trong đó Britney là một tác nhân bí mật, những người bị truy đuổi bởi một stalker. Phần đầu tiên, trong đó, cô thoát khỏi nhà tù cùng với các nữ tù nhân khác. Phân đoạn thứ hai hiển thị số vũ điệu lạc quan và kết thúc với màn trình diễn lấy cảm hứng từ Marilyn Monroe. Phần thứ ba là một tính năng chủ đề Ai Cập với pháo hoa và nhào lộn. Phân đoạn thứ tư hiển thị các thói quen năng động và trang phục xe máy. Cuối bắt đầu với một Interlude video của Britney chụp những stalker, và được theo sau bởi hai buổi biểu diễn trong đó cô đánh bại một nhóm ninja. Femme Fatale Tour nhận được ý kiến trái chiều từ các nhà phê bình. Một số mô tả nó như là tour lưu diễn hay nhất của cô và ca ngợi hiệu suất của Britney, trong khi những người khác chỉ trích việc nhảy múa của cô và thiếu sự tương tác.
Sau chuyến lưu diễn quảng bá Live Nation hợp tác với Groupon, hàng ngàn vé đã được bán với giá chiết khấu. Femme Fatale Tour thu về 6,2 triệu đô la trong mười show đầu tiên. Một đoạn clip với chất lượng ghi âm không hoàn hảo được thu tại một tour diễn ở Las Vegas cho thấy đã được tải lên YouTube vào tháng 7 năm 2011, sau đó đã được gỡ bỏ khi Hiệp hội Công nghiệp ghi âm Mỹ (RIAA) đệ đơn kiện chống lại trang web.

## Biểu diễn mở màn
1. "Roman's Revenge"
2. "Did It On'em"
3. "Up All Night"
4. "Bottoms Up"
5. "My Chick Bad"
6. "Your Love" (Xen kẽ)
7. "Monster"
8. "Save Me"
9. "Anywhere Is"
10. "BedRock"
11. "Check It Out"
12. "Letting Go (Dutty Love)
13. "Where Them Girls At"
14. Reggae phối
15. "Book of Days" (Xen kẽ)
16. "Moment 4 Life"
17. "Super Bass"

- Jessie and the Toy Boys (Bắc Mỹ: Lượt 1) (Một số ngày)[2]
- Nervo (Bắc Mỹ: Lượt 1) (Một số ngày)[2]
- DJ Pauly D (Bắc Mỹ: Lượt 1) (Một số ngày)[3][4]
- Joe Jonas (East Rutherford) (Châu Âu) (Một số ngày)[5][6]
- Destinee & Paris (Bắc Mỹ: Lượt 1) (Châu Âu) (Một số ngày)[4][7]

## Danh sách biểu diễn
1. "Hold It Against Me"
2. "Up n' Down"
3. "3"
4. "Piece of Me"
5. "Big Fat Bass"
6. "How I Roll"
7. "Lace and Leather"
8. "If U Seek Amy"
9. "Gimme More" (có chứa một phần giai điệu của "Get Naked (I Got a Plan)")
10. "(Drop Dead) Beautiful" (có chứa một phần giai điệu của "Inside Out") (Trình diễn với Sabi tại một số ngày ở Bắc Mỹ)
11. "He About to Lose Me" (Trình diễn ở một số ngày)
12. "Boys" (The Co-Ed Remix)
13. "Don't Let Me Be the Last to Know"
14. "...Baby One More Time" / "S&M" (Remix)
15. "Trouble for Me"
16. "I'm a Slave 4 U"
17. "Burning Up" (Trình diễn ở một số ngày)
18. "I Wanna Go"
19. "Womanizer" (có chứa một phần giai điệu của Jason Nevins Club Remix)

Encore
1. "Toxic" (có chứa một phần giai điệu của Peter Rauhofer Reconstruction Mix Edit)
2. "Till the World Ends" (có chứa một phần giai điệu của The Femme Fatale Remix) (trình diễn cùng với Nicki Minaj vào một số ngày ở Bắc Mỹ)

## Danh sách các chuyến lưu diễn
| Ngày                      | Thành phố        | Nước                                 | Địa điểm tổ chức                              |
| Bắc Mỹ                    | Bắc Mỹ           | Bắc Mỹ                               | Bắc Mỹ                                        |
| ------------------------- | ---------------- | ------------------------------------ | --------------------------------------------- |
| Tháng 6 ngày 16, 2011     | Sacramento       | Hoa Kỳ                               | Power Balance Pavilion                        |
| Tháng 6 ngày 18, 2011     | San Jose         | Hoa Kỳ                               | HP Pavilion at San Jose                       |
| Tháng 6 ngày 20, 2011     | Los Angeles      | Hoa Kỳ                               | Trung tâm Staples                             |
| Tháng 6 ngày 22, 2011     | Phoenix          | Hoa Kỳ                               | Jobing.com Arena                              |
| Tháng 6 ngày 24, 2011     | Anaheim          | Hoa Kỳ                               | Honda Center                                  |
| Tháng 6 ngày 25, 2011     | Las Vegas        | Hoa Kỳ                               | MGM Grand Garden Arena                        |
| Tháng 6 ngày 28, 2011     | Portland         | Hoa Kỳ                               | Rose Garden                                   |
| Tháng 6 ngày 29, 2011     | Tacoma           | Hoa Kỳ                               | Tacoma Dome                                   |
| Tháng 7 ngày 1, 2011      | Vancouver        | Canada                               | Rogers Arena                                  |
| Tháng 7 ngày 4, 2011      | Winnipeg         | Canada                               | MTS Centre                                    |
| Tháng 7 ngày 6, 2011      | Saint Paul       | Hoa Kỳ                               | Xcel Energy Center                            |
| Tháng 7 ngày 8, 2011      | Chicago          | Hoa Kỳ                               | Trung tâm United                              |
| Tháng 7 ngày 9, 2011[A]   | Milwaukee        | Hoa Kỳ                               | Marcus Amphitheater                           |
| Tháng 7 ngày 12, 2011     | Dallas           | Hoa Kỳ                               | Trung tâm American Airlines                   |
| Tháng 7 ngày 13, 2011     | Houston          | Hoa Kỳ                               | Trung tâm Toyota                              |
| Tháng 7 ngày 15, 2011     | New Orleans      | Hoa Kỳ                               | New Orleans Arena                             |
| Tháng 7 ngày 17, 2011     | Atlanta          | Hoa Kỳ                               | Philips Arena                                 |
| Tháng 7 ngày 18, 2011     | Nashville        | Hoa Kỳ                               | Bridgestone Arena                             |
| Tháng 7 ngày 20, 2011     | Orlando          | Hoa Kỳ                               | Amway Center                                  |
| Tháng 7 ngày 22, 2011     | Miami            | Hoa Kỳ                               | American Airlines Arena                       |
| Tháng 7 ngày 23, 2011     | Jacksonville     | Hoa Kỳ                               | Jacksonville Veterans Memorial Arena          |
| Tháng 7 ngày 26, 2011     | Cleveland        | Hoa Kỳ                               | Quicken Loans Arena                           |
| Tháng 7 ngày 28, 2011     | Detroit          | Hoa Kỳ                               | The Palace of Auburn Hills                    |
| Tháng 7 ngày 30, 2011     | Philadelphia     | Hoa Kỳ                               | Wells Fargo Center                            |
| Tháng 7 ngày 31, 2011     | Washington, D.C. | Hoa Kỳ                               | Verizon Center                                |
| Tháng 8 ngày 2, 2011[B]   | Uniondale        | Hoa Kỳ                               | Nassau Veterans Memorial Coliseum             |
| Tháng 8 ngày 5, 2011      | East Rutherford  | Hoa Kỳ                               | Izod Center                                   |
| Tháng 8 ngày 6, 2011      | Atlantic City    | Hoa Kỳ                               | Boardwalk Hall                                |
| Tháng 8 ngày 8, 2011      | Boston           | Hoa Kỳ                               | TD Garden                                     |
| Tháng 8 ngày 9, 2011      | Hartford         | Hoa Kỳ                               | XL Center                                     |
| Tháng 8 ngày 11, 2011[C]  | Montreal         | Canada                               | Bell Centre                                   |
| Tháng 8 ngày 13, 2011[D]  | Toronto          | Canada                               | Air Canada Centre                             |
| Tháng 8 ngày 14, 2011     | Toronto          | Canada                               | Air Canada Centre                             |
| Tháng 8 ngày 17, 2011     | Grand Rapids     | Hoa Kỳ                               | Van Andel Arena                               |
| Tháng 8 ngày 19, 2011     | Pittsburgh       | Hoa Kỳ                               | Consol Energy Center                          |
| Tháng 8 ngày 20, 2011[E]  | Columbus         | Hoa Kỳ                               | Nationwide Arena                              |
| Tháng 8 ngày 22, 2011     | Indianapolis     | Hoa Kỳ                               | Conseco Fieldhouse                            |
| Tháng 8 ngày 24, 2011     | Raleigh          | Hoa Kỳ                               | RBC Center                                    |
| Tháng 8 ngày 25, 2011     | Charlotte        | Hoa Kỳ                               | Time Warner Cable Arena                       |
| Châu Âu                   |                  |                                      |                                               |
| Tháng 9 ngày 22, 2011     | Saint Petersburg | Nga                                  | Ice Palace                                    |
| Tháng 9 ngày 24, 2011     | Moskva           | Nga                                  | Olimpiysky                                    |
| Tháng 9 ngày 27, 2011     | Kiev             | Ukraina                              | Kiev Palace of Sports                         |
| Tháng 9 ngày 30, 2011     | Budapest         | Hungary                              | Budapest Sports Arena                         |
| Tháng 10 ngày 1, 2011[F]  | Zagreb           | Croatia                              | Arena Zagreb                                  |
| Tháng 10 ngày 3, 2011     | Zurich           | Thụy Sĩ                              | Hallenstadion                                 |
| Tháng 10 ngày 5, 2011     | Metz             | Pháp                                 | Galaxie Amnéville                             |
| Tháng 10 ngày 6, 2011     | Paris            | Pháp                                 | Cung thể thao Paris-Bercy                     |
| Tháng 10 ngày 8, 2011     | Antwerp          | Bỉ                                   | Sportpaleis                                   |
| Tháng 10 ngày 10, 2011    | Herning          | Đan Mạch                             | Jyske Bank Boxen                              |
| Tháng 10 ngày 11, 2011    | Malmö            | Thụy Điển                            | Malmö Arena                                   |
| Tháng 10 ngày 14, 2011    | Helsinki         | Phần Lan                             | Hartwall Arena                                |
| Tháng 10 ngày 16, 2011    | Stockholm        | Thụy Điển                            | Ericsson Globe                                |
| Tháng 10 ngày 18, 2011    | Köln             | Đức                                  | Lanxess Arena                                 |
| Tháng 10 ngày 19, 2011    | Rotterdam        | Hà Lan                               | Ahoy Rotterdam                                |
| Tháng 10 ngày 21, 2011    | Montpellier      | Pháp                                 | Arena Montpellier                             |
| Tháng 10 ngày 24, 2011    | Dublin           | Ireland                              | The O2                                        |
| Tháng 10 ngày 25, 2011    | Belfast          | Bắc Ireland                          | Odyssey Arena                                 |
| Tháng 10 ngày 27, 2011    | Luân Đôn         | Anh                                  | The O2 Arena                                  |
| Tháng 10 ngày 28, 2011    | Luân Đôn         | Anh                                  | The O2 Arena                                  |
| Tháng 10 ngày 30, 2011    | Birmingham       | Anh                                  | LG Arena                                      |
| Tháng 10 ngày 31, 2011    | London           | Anh                                  | Wembley Arena                                 |
| Tháng 11 ngày 3, 2011     | Newcastle        | Anh                                  | Metro Radio Arena                             |
| Tháng 11 ngày 5, 2011     | Sheffield        | Anh                                  | Motorpoint Arena Sheffield                    |
| Tháng 11 ngày 6, 2011     | Manchester       | Anh                                  | Manchester Evening News Arena                 |
| Tháng 11 ngày 9, 2011     | Lisbon           | Bồ Đào Nha                           | Pavilhão Atlântico                            |
| Châu Á                    |                  |                                      |                                               |
| Tháng 11 ngày 11, 2011[G] | Abu Dhabi        | Các Tiểu vương quốc Ả Rập Thống nhất | du Arena                                      |
| Nam Mỹ                    |                  |                                      |                                               |
| Tháng 11 ngày 15, 2011    | Rio de Janeiro   | Brasil                               | Praça da Apoteose                             |
| Tháng 11 ngày 18, 2011    | São Paulo        | Brasil                               | Arena Anhembi                                 |
| Tháng 11 ngày 20, 2011    | La Plata         | Argentina                            | Sân vận động thành phố La Plata               |
| Tháng 11 ngày 22, 2011    | Santiago         | Chile                                | Sân vận động Quốc gia Julio Martínez Prádanos |
| Tháng 11 ngày 24, 2011    | Lima             | Peru                                 | Explanada del Estadio Monumental              |
| Tháng 11 ngày 26, 2011    | Bogotá           | Colombia                             | Simón Bolívar Park                            |
| Tháng 11 ngày 28, 2011    | Caracas          | Venezuela                            | Simón Bolívar University                      |
| Bắc Mỹ                    |                  |                                      |                                               |
| Tháng 12 ngày 1, 2011     | Guadalajara      | México                               | Estadio Tres de Marzo                         |
| Tháng 12 ngày 3, 2011     | Thành phố México | México                               | Foro Sol                                      |
| Tháng 12 ngày 6, 2011     | Monterrey        | México                               | Auditorio Banamex                             |
| Tháng 12 ngày 8, 2011     | Santo Domingo    | Cộng hòa Dominica                    | Sân vận động Olympic Félix Sánchez            |
| Tháng 12 ngày 10, 2011    | San Juan         | Puerto Rico                          | José Miguel Agrelot Coliseum                  |

## Doanh thu
| Địa điểm tổ chức                     | Thành phố    | Số vé tiêu thụ/Số vé ban đầu | Tổng doanh thu |
| ------------------------------------ | ------------ | ---------------------------- | -------------- |
| Trung tâm Staples                    | Los Angeles  | 12,339 / 12,339 (100%)       | $1,581,707     |
| Rose Garden Arena                    | Portland     | 7,718 / 8,717 (89%)          | $513,297       |
| Philips Arena                        | Atlanta      | 13,014 / 13,495 (96%)        | $988,235       |
| Bridgestone Arena                    | Nashville    | 10,883 / 12,732 (85%)        | $575,699       |
| Amway Center                         | Orlando      | 11,215 / 12,953 (86%)        | $1,032,656     |
| Jacksonville Veterans Memorial Arena | Jacksonville | 6,001 / 6,441 (93%)          | $419,736       |
| The Palace of Auburn Hills           | Detroit      | 13,144 / 13,144 (100%)       | $989,737       |
| Van Andel Arena                      | Grand Rapids | 7,389 / 9,444 (78%)          | $399,018       |
| Tổng                                 | Tổng         | 81,703 / 89,265 (92%)        | $6,500,085     |